# Promozione Abruzzo 1987-1988
Nella stagione 1987-1988 la Promozione era sesto livello del calcio italiano (il massimo livello regionale). Qui vi sono le statistiche relative al campionato in Abruzzo.
Il campionato è strutturato in vari gironi all'italiana su base regionale, gestiti dai Comitati Regionali di competenza. Promozioni alla categoria superiore e retrocessioni in quella inferiore non erano sempre omogenee; erano quantificate all'inizio del campionato dal Comitato Regionale secondo le direttive stabilite dalla Lega Nazionale Dilettanti, ma flessibili, in relazione al numero delle società retrocesse dal Campionato Interregionale e perciò, a seconda delle varie situazioni regionali, la fine del campionato poteva avere degli spareggi sia di promozione che di retrocessione.

## Squadre partecipanti
| Club                      | Città                         |
| ------------------------- | ----------------------------- |
| A.C. Alba Adriatica       | Alba Adriatica (TE)           |
| A.S. Bellante             | Bellante (TE)                 |
| A.S. Carsoli              | Carsoli (AQ)                  |
| S.S. Fucense              | Trasacco (AQ)                 |
| U.S. Gioia                | Gioia dei Marsi (AQ)          |
| Pol. Hatria               | Atri (TE)                     |
| S.S. Lycia                | Lecce nei Marsi (AQ)          |
| Pol. Monte Velino         | Magliano dei Marsi (AQ)       |
| A.S. Mosciano             | Mosciano Sant'Angelo (TE)     |
| A.S.D. Atletico Nepezzano | Nepezzano (TE)                |
| F.C. Nereto               | Nereto (TE)                   |
| S.S. Ortigia              | Ortucchio (AQ)                |
| G.S. Raiano               | Raiano (AQ)                   |
| S.P. Rosetana             | Roseto degli Abruzzi (TE)     |
| A.S. Santegidiese Calcio  | Sant'Egidio alla Vibrata (TE) |
| S.S. Tagliacozzo          | Tagliacozzo (AQ)              |

### Classifica finale
|  | Pos. | Squadra             | Pt | G  | V  | N  | P  | GF | GS | DR  |
|  | ---- | ------------------- | -- | -- | -- | -- | -- | -- | -- | --- |
|  | 1.   | Santegidiese Calcio | 46 | 30 | 21 | 4  | 5  | 57 | 24 | +33 |
|  | 2.   | Raiano              | 45 | 30 | 20 | 5  | 5  | 56 | 24 | +32 |
|  | 3.   | Tagliacozzo         | 38 | 30 | 14 | 10 | 6  | 36 | 27 | +9  |
|  | 4.   | Mosciano            | 33 | 30 | 10 | 13 | 7  | 31 | 24 | +7  |
|  | 5.   | Rosetana            | 33 | 30 | 12 | 9  | 9  | 33 | 27 | +6  |
|  | 6.   | Hatria              | 31 | 30 | 11 | 9  | 10 | 36 | 33 | +3  |
|  | 7.   | Ortygia             | 30 | 30 | 8  | 14 | 8  | 21 | 26 | -5  |
|  | 8.   | Lycia               | 30 | 30 | 12 | 6  | 12 | 32 | 36 | -4  |
|  | 9.   | Fucense             | 30 | 30 | 11 | 8  | 11 | 25 | 28 | -3  |
|  | 10.  | Alba Adriatica      | 27 | 30 | 9  | 9  | 12 | 33 | 33 | 0   |
|  | 11.  | Nereto              | 27 | 30 | 8  | 11 | 11 | 29 | 30 | -1  |
|  | 12.  | Monte Velino        | 25 | 30 | 7  | 11 | 12 | 22 | 35 | -13 |
|  | 13.  | Bellante            | 23 | 30 | 5  | 13 | 12 | 24 | 40 | -16 |
|  | 14.  | Carsoli             | 22 | 30 | 8  | 6  | 16 | 24 | 40 | -16 |
|  | 15.  | Atletico Nepezzano  | 21 | 30 | 5  | 11 | 14 | 18 | 28 | -10 |
|  | 16.  | Gioia               | 19 | 30 | 4  | 11 | 15 | 19 | 41 | -22 |

## Squadre partecipanti
| Club                        | Città                |
| --------------------------- | -------------------- |
| Pol. Ate Tixa               | Atessa (CH)          |
| A.S. Altinese               | Altino (CH)          |
| A.C. Casalbordino           | Casalbordino (CH)    |
| A.S. Guardiagrele           | Guardiagrele (CH)    |
| A.S. Miglianico             | Miglianico (CH)      |
| A.C. Ortona                 | Ortona (CH)          |
| A.C. Renato Curi            | Pescara              |
| U.S. Roseda Casalincontrada | Casalincontrada (CH) |
| U.S. San Salvo              | San Salvo (CH)       |
| U.S. Termoli                | Termoli (CB)         |
| U.S. Tollo                  | Tollo (CH)           |
| Pol. Ursus 1925             | Pescara              |
| Pol. Val di Sangro          | Atessa (CH)          |
| S.P. Vastese                | Vasto (CH)           |
| A.C. Vasto 82               | Vasto (CH)           |
| U.S.C. Viola Sambuceto      | Chieti (CH)          |

### Classifica finale
|  | Pos. | Squadra                   | Pt | G  | V  | N  | P  | GF | GS | DR |
|  | ---- | ------------------------- | -- | -- | -- | -- | -- | -- | -- | -- |
|  | 1.   | Termoli                   | 52 | 30 | 24 | 4  | 2  | 58 | 13 |    |
|  | 2.   | Vastese                   | 51 | 30 | 22 | 7  | 1  | 62 | 13 |    |
|  | 3.   | Renato Curi PE Porto Nord | 38 | 30 | 14 | 10 | 6  | 53 | 31 |    |
|  | 4.   | Tollo                     | 37 | 30 | 13 | 11 | 6  | 53 | 39 |    |
|  | 5.   | Val di Sangro             | 34 | 30 | 12 | 10 | 8  | 42 | 32 |    |
|  | 6.   | Ortona                    | 31 | 30 | 12 | 7  | 11 | 30 | 25 |    |
|  | 7.   | Guardiagrele              | 29 | 30 | 11 | 7  | 12 | 34 | 25 |    |
|  | 8.   | Altinese                  | 29 | 30 | 9  | 11 | 10 | 29 | 30 |    |
|  | 9.   | San Salvo                 | 28 | 30 | 8  | 12 | 10 | 27 | 34 |    |
|  | 10.  | Casalbordino              | 27 | 30 | 7  | 13 | 10 | 32 | 34 |    |
|  | 11.  | Ate Tixa                  | 27 | 30 | 6  | 15 | 9  | 25 | 31 |    |
|  | 12.  | Ursus 1925                | 26 | 30 | 9  | 8  | 13 | 26 | 41 |    |
|  | 13.  | Vasto 82                  | 20 | 30 | 6  | 8  | 16 | 31 | 51 |    |
|  | 14.  | Miglianico                | 20 | 30 | 5  | 10 | 15 | 24 | 42 |    |
|  | 15.  | Viola Sambuceto           | 18 | 30 | 3  | 12 | 15 | 16 | 43 |    |
|  | 16.  | Roseda Casalincontrada    | 13 | 30 | 4  | 5  | 21 | 24 | 72 |    |

### Verdetti finali
- Vastese e Renato Curi PE Porto Nord sono promosse per ripescaggio.